# 머레이드 네즈빗
머레이드 네즈빗(아일랜드어: Máiréad Nesbitt, 1979년 4월 17일 ~ )은 아일랜드의 켈틱 음악, 클래식 음악 연주자로, 특히 바이올린 연주자로 유명하다. 아일랜드의 크로스오버 그룹 켈틱 우먼의 전 멤버이다.